# Okres Michalovce
Michalovce (Hongaars: Nagymihály) is een district (Slowaaks: Okres) in de Slowaakse regio Košice. De hoofdstad is Michalovce. Het district bestaat uit 3 steden (Slowaaks: Mesto) en 81 gemeenten (Slowaaks: Obec). Het zuidelijke deel van het district wordt bewoond door personen die onderdeel zijn van de Hongaarse minderheid in Slowakije.
In totaal had het district volgens de volkstelling van 2011 110.842 inwoners waaronder 12.122 Hongaren (11%). Tijdens de volkstelling van 2021 waren er 13.376 personen die Hongaars als moedertaal opgaven (12,28% van de totale bevolking).

## Taalgrens
Door het district loopt de Slowaaks-Hongaarse taalgrens. De plaatsen Oborín (Hongaars: Abara), Veľké Raškovce (Hongaars: Nagyráska), Malé Raškovce (Hongaars: Kiaráska),Ižkovce (Hongaars: Iske), Vojany (Hongaars: Vaján), Krišovská Liesková (Hongaars: Mokcsamogyorós), Veľké Kapušany (Hongaars:Nagykapos) en Maťovské Vojkovce (Hongaars: Mátyóc) vormen de noordelijkste Hongaarstalige dorpen op de taalgrens met het Slowaaks.

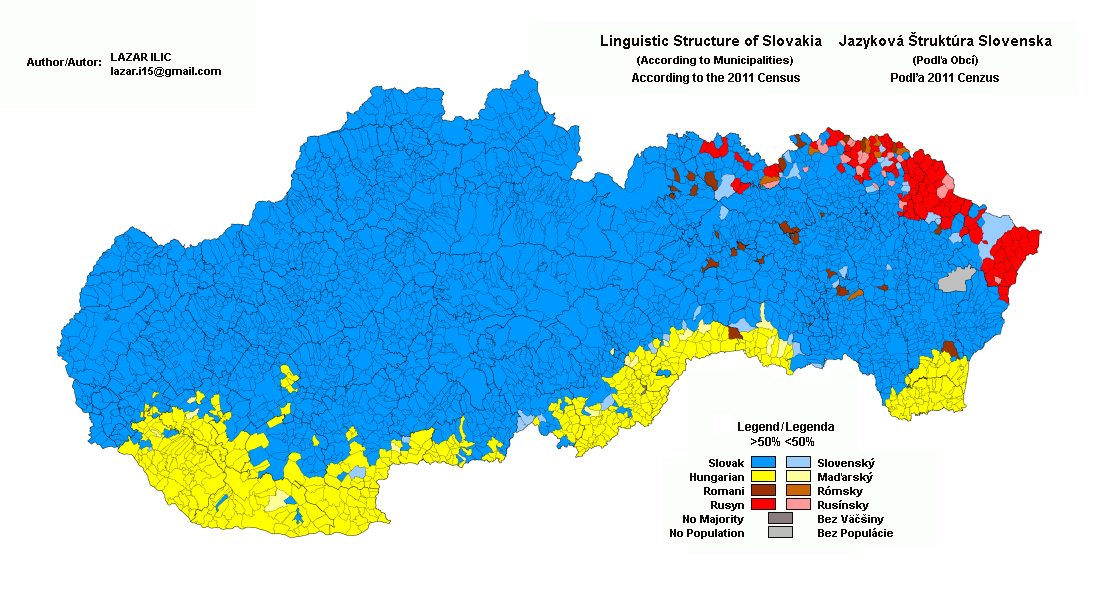
Taalsituatie in Slowakije volgens Census van 2011.

Aan de oostzijde loopt het Hongaarse taalgebied door in Oekraïne, aan de westzijde loopt de taalgrens door in Okres Trebisov. Bijzonderheid is dat het gebied eind jaren '30 van de twintigste eeuw weer even tot Hongarije ging behoren. In 1944 werd dit weer ongedaan gemaakt.

## Steden
- Michalovce
- Strážske
- Veľké Kapušany

## Lijst van gemeenten
| - Bajany - Bánovce nad Ondavou - Beša - Bracovce - Budince - Budkovce - Čečehov - Čičarovce - Čierne Pole - Drahňov - Dúbravka - Falkušovce - Hatalov - Hažín - Hnojné - Horovce - Iňačovce - Ižkovce - Jastrabie pri Michalovciach - Jovsa - Kačanov - Kaluža - Kapušianske Kľačany - Klokočov - Krásnovce | - Krišovská Liesková - Kusín - Lastomír - Laškovce - Lesné - Ložín - Lúčky - Malčice - Malé Raškovce - Markovce - Maťovské Vojkovce - Moravany - Nacina Ves - Oborín - Oreské - Palín - Pavlovce nad Uhom - Petrikovce - Petrovce nad Laborcom - Poruba pod Vihorlatom - Pozdišovce - Ptrukša - Pusté Čemerné - Rakovec nad Ondavou - Ruská | - Senné - Slavkovce - Sliepkovce - Staré - Stretava - Stretavka - Suché - Šamudovce - Trhovište - Trnava pri Laborci - Tušice - Tušická Nová Ves - Veľké Raškovce - Veľké Slemence - Vinné - Vojany - Voľa - Vrbnica - Vysoká nad Uhom - Zalužice - Závadka - Zbudza - Zemplínska Široká - Zemplínske Kopčany - Žbince |

Okres Gelnica · Okres Košice I · Okres Košice II · Okres Košice III · Okres Košice IV · Okres Košice-okolie · Okres Michalovce · Okres Rožňava · Okres Sobrance · Okres Spišská Nová Ves · Okres Trebišov